# 皮行者
皮行者（英語：skinwalker；納瓦荷語：yee naaldlooshii），原文直譯為「借助於它，以四肢行走」，指納瓦霍國族人傳統文化中的巫師。與負責治癒的巫醫不同，皮行者被認為是濫用巫術的惡人，會透過巫術變成各種動物。
皮行者代表納瓦霍文化價值觀中的負面形象。傳統巫師會同時學習治療用的白巫術與害人的黑巫術，並謹守道德規範與巫術禁忌；皮行者則指那些濫用巫術損人利己的墮落者。有關皮行者的文獻資料甚少，因為納瓦霍人多不願向外人透露皮行者的訊息，使它更添神秘色彩，而成為美國恐怖小說、電影等流行文化的常見題材。
納瓦霍有關皮行者的傳說故事類型，多以不幸的年輕主角與皮行者遭遇為開頭，並以主角逃離、戰勝或與皮行者陷入僵局為結束；
故事中的皮行者常化身為善於欺詐的郊狼，或其他象徵死亡與惡兆的動物。
在接觸現代美國文化後，有些納瓦霍講述者也會將皮行者融入鐵鉤手等驚悚都市傳說中。